# Glipa pseudofasciata
Glipa pseudofasciata es una especie de coleóptero de la familia Mordellidae.

## Distribución geográfica
Habita en Henan (China).